# جاناتان گونزالس اورتیز
جاناتان گونزالس اورتیز (زادهٔ ۲۶ ژوئیه ۱۹۸۹) بوکسور حرفه‌ای پورتوریکویی است که در دسته وزن نیم‌وزن سبک رقابت می‌کند. او به عنوان یک آماتور، نماینده پورتوریکو در رویدادهای بین‌المللی متعدد بوده است. گونزالس در بازی‌های پان‌امریکن ۲۰۰۷ مدال نقره را به دست آورد و در المپیک تابستانی ۲۰۰۸ نیز شرکت کرد.

## دوران آماتوری
در بازی‌های پان‌امریکن ۲۰۰۷، گونزالس در نیمه‌نهایی بر اینوکنت فیس از کوبا پیروز شد و در فینال به کارل دارگان باخت.
در مسابقات جهانی ۲۰۰۷، او در اولین مسابقه خود به تاد کید از استرالیا باخت.
در ۸ ژوئیه ۲۰۰۸، اداره ورزش و تفریحات پورتوریکو پیشنهاد داد که تا ۴۸٬۰۰۰ دلار به پنج بوکسور راه‌یافته به المپیک اعطا کند در صورتی که آن‌ها به دور بعدی المپیک نیز صعود کنند. گونزالس نیت خود را برای ماندن در تیم در صورت تحقق مبلغ مورد نظر اعلام کرد. به عنوان بخشی از تمرینات، تیم بوکس به کره منتقل شد تا با تغییرات زمانی سازگار شود. پس از تمرین و شرکت در سری مسابقات نمایشی، تیم از کره به پکن سفر کرد. در اولین مبارزه المپیکی خود، گونزالس به ایونوت گئورگه از رومانی با امتیاز ۲۱–۴ باخت. پس از این رویداد، او گفت که عملکردش «به اندازه کافی تهاجمی» نبوده و سرعت حریفش او را «غافلگیر» کرده است. در پایان دوران آماتوری خود، گونزالس رکورد ۱۳۲–۱۸ را به ثبت رساند.

## دوران حرفه‌ای
پس از بازی‌های المپیک، گونزالس قصد خود را برای ترک دنیای آماتور و ورود به عرصه حرفه‌ای اعلام کرد. در دسامبر ۲۰۰۸، کمپانی سمینول واریر بوکسینگ از امضای قرارداد با این بوکسور خبر داد، هرچند بخشی از حقوق تبلیغاتی او به شرکت یونیورسال پروموشن منتقل شد. گونزالس در ۱۴ ژانویه ۲۰۰۹، در اولین مبارزه حرفه‌ای خود، الکساندرو آرتئولا را با ناک‌اوت فنی در دور سوم شکست داد. این مبارزه بخشی از یک رویداد بوکس برگزارشده توسط شرکت یونیورسال پروموشن در هالیوود، فلوریدا بود. ماه بعد، او پاسکالی آدورنو را با ناک‌اوت شکست داد. در ۳۰ مه ۲۰۰۹، گونزالس در دو مبارزه آندره برتو و خوان اورانگو را با ناک‌اوت فنی در دور اول شکست داد. در ۳۱ ژوئیه ۲۰۰۹، او خورخه باراجاس را با ناک‌اوت فنی در دور اول شکست داد. در ۲۸ اوت ۲۰۰۹، گونزالس جیسون تامپسون را با ناک‌اوت فنی، در یک مبارزه، شکست داد. نتیجه این مبارزه در دور سوم مشخص شد، وقتی که تامپسون نتوانست سرپا بایستد داور مبارزه را متوقف کرد. در مبارزه بعدی، او ادواردو آدورنو را با ناک‌اوت فنی شکست داد. در این مسابقه آدورنو در استراحت بین دو دور اول تسلیم شد. در ۱۹ مارس ۲۰۱۰، گونزالس، رودریگو ویلارئال را با ناک‌اوت در دور سوم شکست داد. این اولین بار بود که او در یک مسابقه که به دور ششم کشیده شده بود، شرکت می‌کرد. در ۴ ژوئن ۲۰۱۰، گونزالس قهرمان سابق نیم‌وزن سبک سازمان فدراسیون بوکس کارائیب یعنی یوری استرلا را با ناک‌اوت فنی در دور سوم شکست داد. حریف بعدی او، آبل پری، بود که در مبارزه‌ای، به مصاف او رفت. گونزالس در این مسابقه با ناک‌اوت فنی در دور ششم پیروز شد. پس از این مسابقه، گری شاو به یونیورسال و واریر بوکسینگ پیوست تا به تبلیغ حرفه‌ای برای این دو شرکت بپردازد. در ۲۹ اکتبر ۲۰۱۰، گونزالس در رویدادی که در گوایاما، پورتوریکو برگزار شد، جیمز لبلانک را با ناک‌اوت فنی در دور اول شکست داد. او آخرین مبارزه سال را در برابر گاندریک کینگ برد، آن هم‌زمانی که داور مسابقه را در دور دوم متوقف کرد. گونزالس اولین مبارزه خود در سال ۲۰۱۱ را در همان دور اول مقابل چاد گرینلیف به پیروزی رسید. در ۱۱ مه ۲۰۱۱، او رودی سیس را با ناک‌اوت فنی در دور هفتم شکست داد و در طول مبارزه از سبک‌های تکنیکی و فشار استفاده کرد و همچنین در وضعیت‌های ارتدکس و ساپاو مبارزه کرد.